# اودیسه ایرلاینز
اودیسه ایرلاینز (به انگلیسی: Odyssey Airlines) یک شرکت هواپیمایی است که در ۱ سپتامبر ۲۰۱۰ میلادی تأسیس شده و در ۲۰۱۶ فعالیتش را آغاز کرده‌است. دفتر مرکزی اودیسه ایرلاینز در لندن، بریتانیا واقع شده‌است.